# Lucia van Syracuse

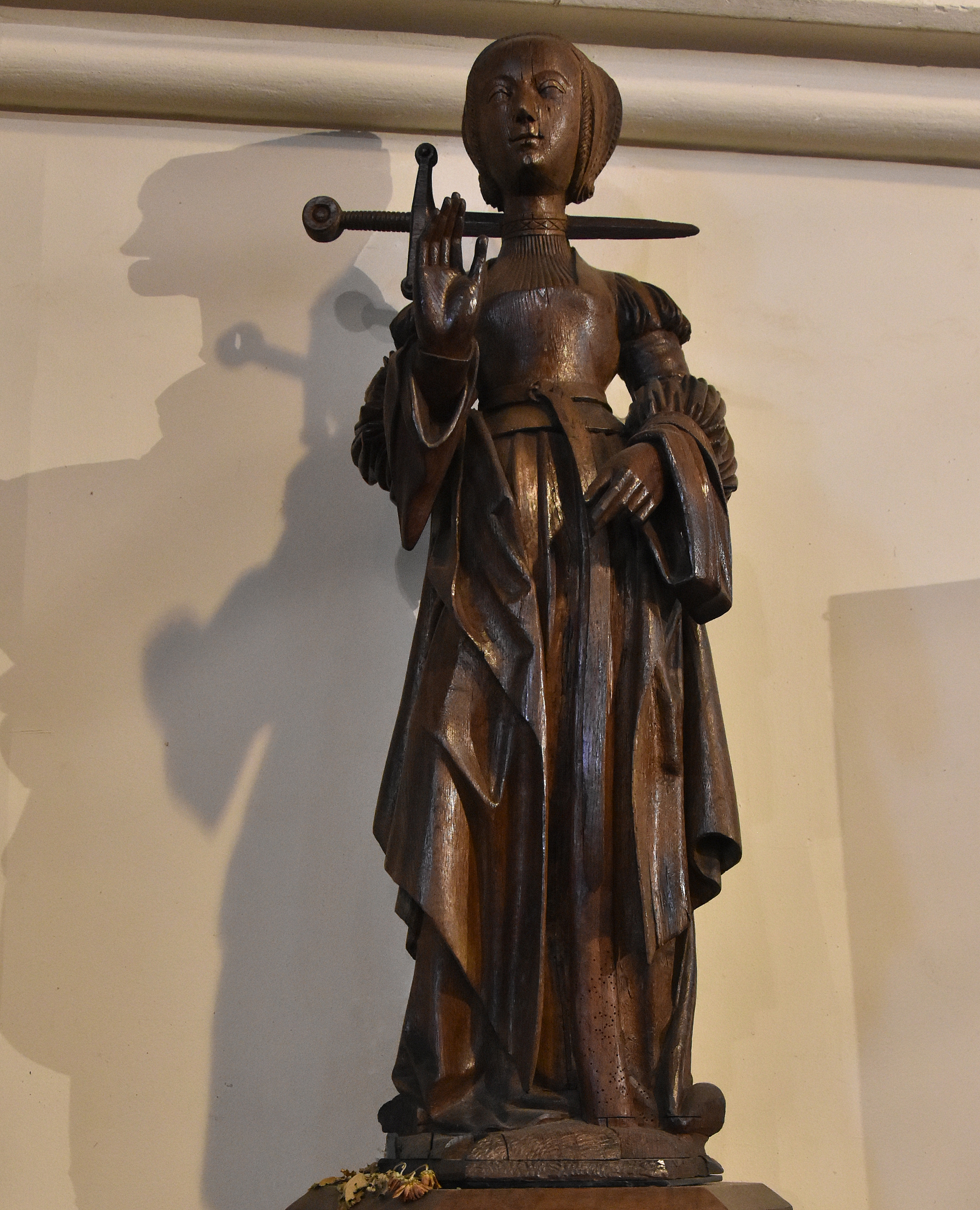
Sint-Lucia door de Meester van Elsloo in de Sint-Lambertuskerk te Neeroeteren

Sint-Lucia voor de rechter Paschasius. De soldaten proberen haar af te voeren maar de heilige blijkt onbeweegbaar. Altaarschildering, olieverf op hout, Lorenzo Lotto, 1532.

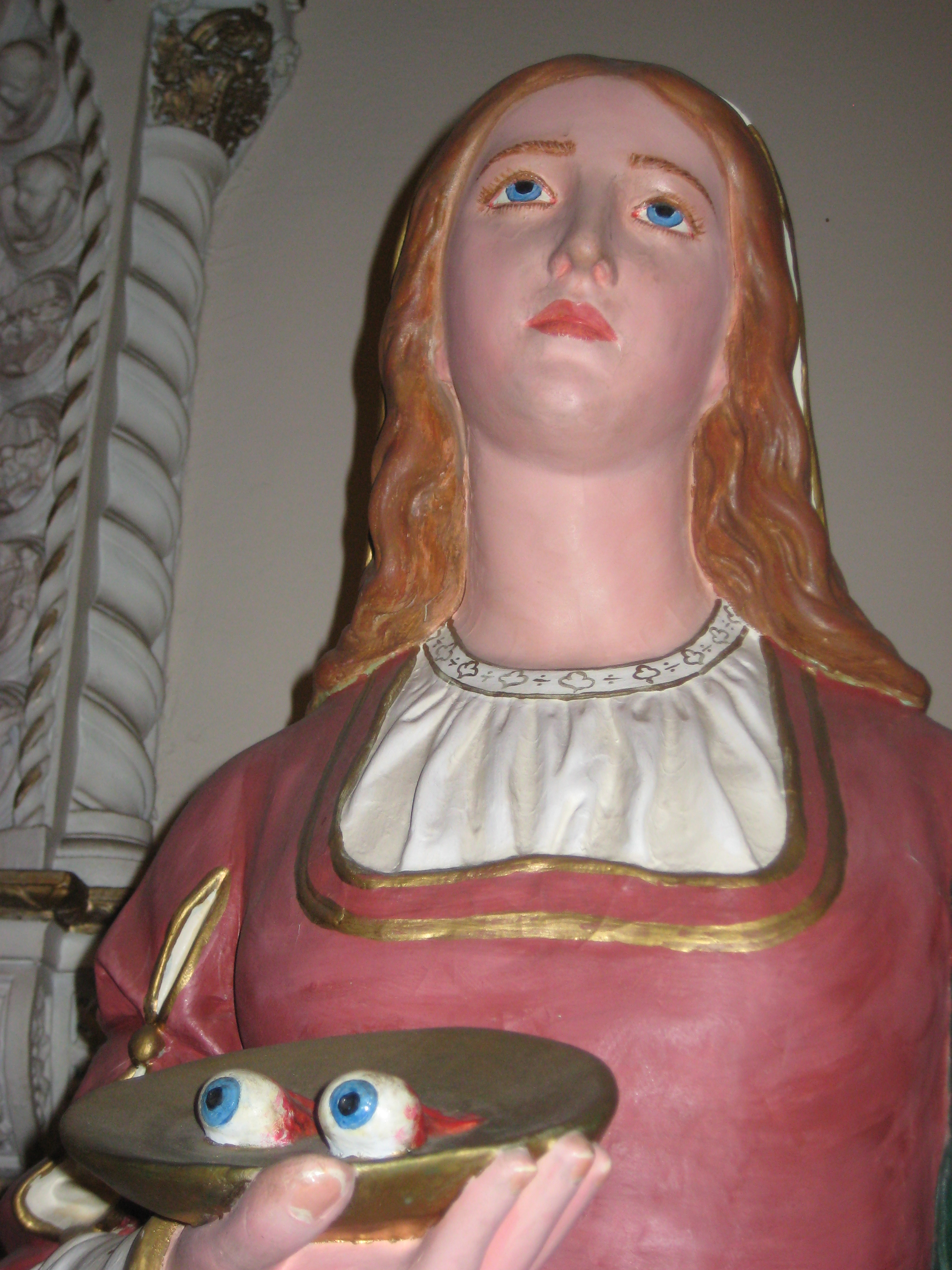
Beeld van Sint-Lucia in een kerk te Boston. De schaal met ogen is een vaak gekozen attribuut waaraan de heilige herkend wordt.

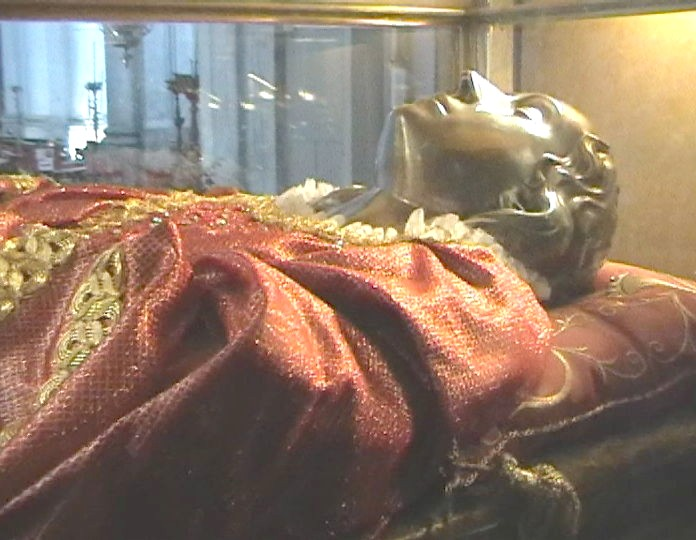
Stoffelijk overschot van Sint-Lucia, bedekt met zilveren masker

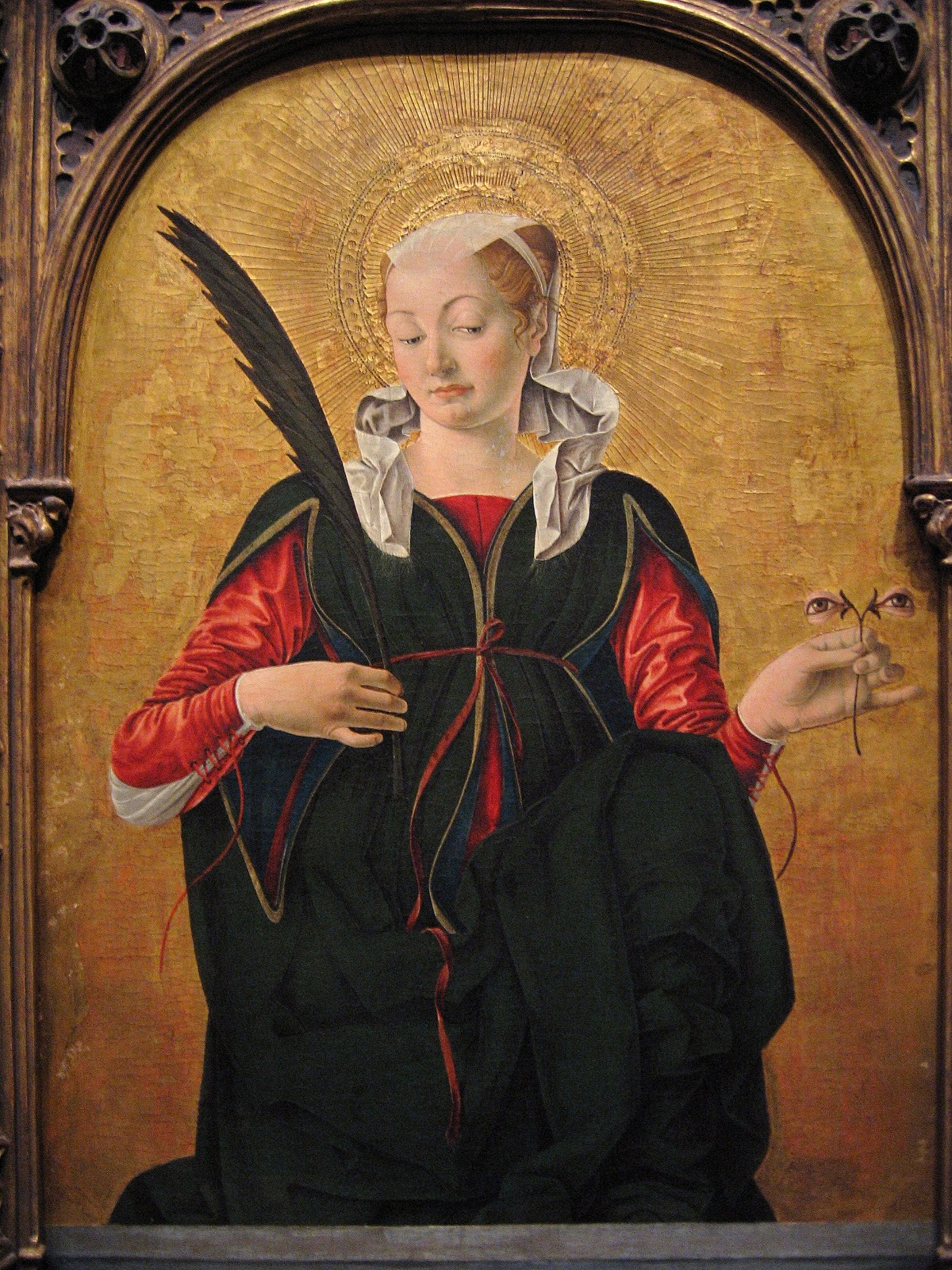
Sint-Lucia door Francesco del Cossa, National Gallery of Art (Washington DC). Olieverf en bladgoud, iets na 1470.

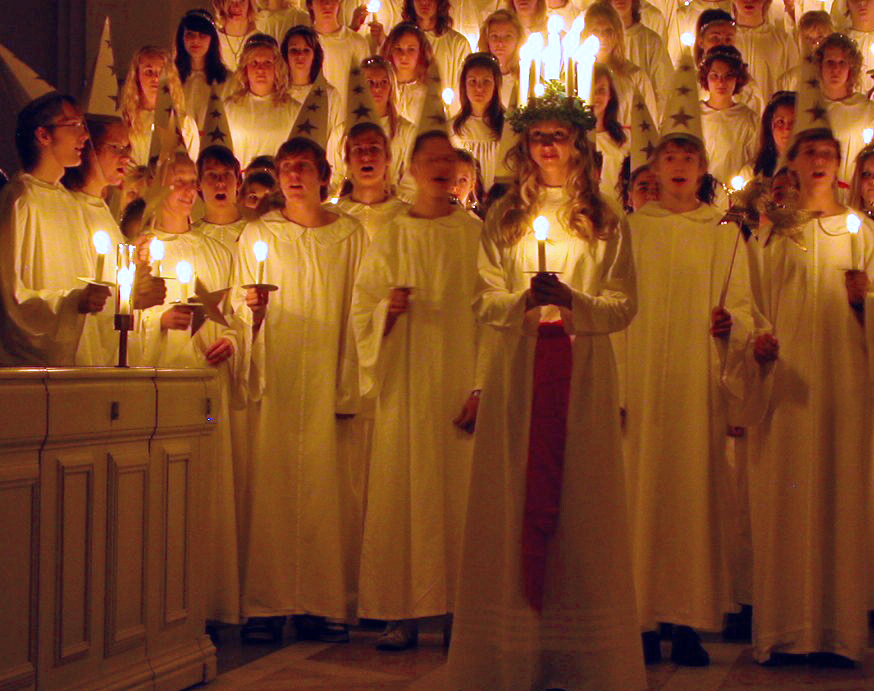
Viering van het Luciafeest in een Zweedse kerk

Lucia van Syracuse (volgens traditie 283-304) is een christelijke martelares, die vereerd wordt als heilige door katholieke en oosters-orthodoxe christenen. Ze is de patroonheilige van de blinden. Ze is de enige katholieke heilige die ook vereerd wordt door de lutheranen in Scandinavië, in vieringen die veel voorchristelijke elementen van een joelfeest voor de zonnewende hebben behouden.